# 东鞍山街道
东鞍山镇，是中华人民共和国辽宁省鞍山市千山区下辖的一个乡镇级行政单位。2019年12月，撤销对桩石街道，下辖的4个村、1个社区成建制划入东鞍山街道。

## 行政区划
东鞍山镇下辖以下地区：
中心社区、旧堡村、鞍山城村、东西河村、中所屯村、候爵屯村和解家堡子村。